# Фудзинами, Юки
Юки Фудзинами (яп. 飛波 勇飛 Фудзинами Юки, род. 27 мая 1996 года) — японский борец вольного стиля. Бронзовый призёр Чемпионата мира и Азиатских игр.